# Mainstream
Mainstream (la traducción varía según el contexto, pudiéndose usar «mayoritario», «convencional», «principal» o «dominante», entre otros), corriente mayoritaria o tendencia mayoritaria son términos que se utilizan para designar los pensamientos, gustos o preferencias predominantes en un momento determinado en una sociedad. Incluye toda la cultura popular y la cultura de masas, típicamente diseminadas por los medios de comunicación de masas. Debe distinguirse de las subculturas y las contraculturas, y en el extremo opuesto hay seguidores de culto y teorías marginales. El escritor francés Frédéric Martel acuña este término para describir cómo funciona la industria del entretenimiento en su libro Cultura Mainstream: cómo nacen los fenómenos de masas (Taurus, 2010), y el escritor mexicano Luis Batista retoma esa misma idea para analizar el fenómeno de la globalización en su libro Mainstream: el hilo negro de la globalización.
Esta palabra a veces es usada en un sentido peyorativo por subculturas que ven a la cultura predominante como no solo exclusiva sino también artística y estéticamente inferior. En los Estados Unidos, a veces se hace referencia a las iglesias tradicionales protestantes como sinónimo de "corriente principal".

## En los medios
Las etiquetas "Medios mainstream o principales" o "medios masivos" generalmente se aplican a publicaciones impresas, como periódicos y revistas que contienen el mayor número de lectores entre el público, y a formatos de radio y canales de televisión que contienen la mayor audiencia de oyentes y espectadores respectivamente. Esto está en contraste con varios medios independientes, como periódicos de medios alternativos, revistas especializadas en diversas organizaciones y corporaciones, y varias fuentes electrónicas como pódcast y blogs (aunque ciertos blogs son más convencionales que otros dada su asociación con una fuente principal).

## En la ciencia
La ciencia mainstream o convencional es la investigación científica en un campo de estudio establecido que no se aparta significativamente de las teorías ortodoxas. En la filosofía de la ciencia, la ciencia convencional es un área de esfuerzo científico que ha dejado el proceso de establecerse. Las nuevas áreas de esfuerzo científico que aún están en proceso de establecerse generalmente se denominan protociencia o ciencia marginal. Por sus prácticas estándar de aplicar buenos métodos científicos, la corriente principal se distingue de la pseudociencia como un problema de demarcación y los tipos específicos de investigación son desacreditados como ciencia basura, ciencia del culto a la carga, mala conducta científica, etc.
El término ciencia mainstream también ha sido utilizado en oposición a ciencia periférica. En este caso, se refiere a un circuito global de producción académica, publicaciones indexadas y el uso del inglés como lengua franca.